# 上坂部西公園
上坂部西公園（かみさかべにしこうえん）は兵庫県尼崎市東塚口町にある都市緑化植物園。

## 概要
1984年（昭和59年）4月1日に設置された公園で「みどり園」と呼ばれている。自然が豊かな公園で芝生広場や温室もあり「緑の相談所」では園芸相談や講習会・展示会が年間を通して開催されている。自然かな園内ではバードウォッチングも最適で複合遊具やブランコなど遊具も整備されている。

## 施設
- 緑の相談所：9時から17時（年末年始は休館）
- 展示施設：10時から16時（年末年始は休館）
- 温室：10時から16時（火・水曜日、祝祭日を除く）、年末年始（12月29日から1月3日）は休館
- 花壇：メイン園路花壇、沈床花壇、西入口花壇、ナチュラルガーデン花壇、コンテナ花壇
- 造園：バラ園、あじさい園、花木園、竹林園
- 広場：水の広場、芝生広場、遊具広場（複合遊具、ブランコ）

### 基本情報
- 開園時間[1]

4月 - 9月（6時 - 21時）
10月 - 3月（6時 - 18時）
- 年中無休

## 交通
- 電車

JR西日本福知山線塚口駅から南西へ徒歩約3分
- バス

阪神バス・阪急バス「ピッコロシアター」下車すぐ

## 周辺
- 尼崎市立上坂部小学校
- 兵庫県立尼崎青少年創造劇場（ピッコロシアター）
- 塚口駅 (JR西日本)